# Молот (машина)

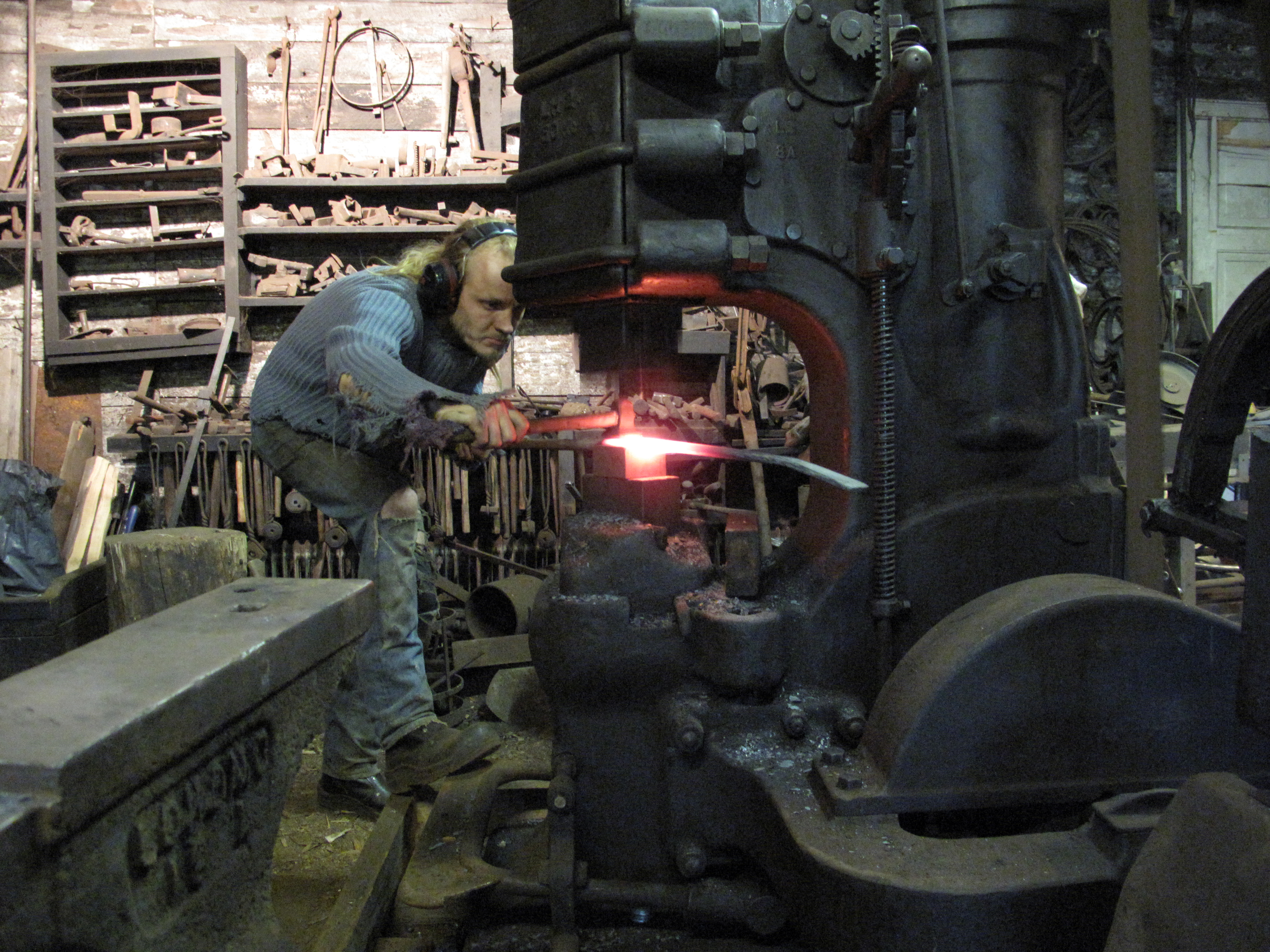
Ковальський молот з масою ударної частини 50 кг

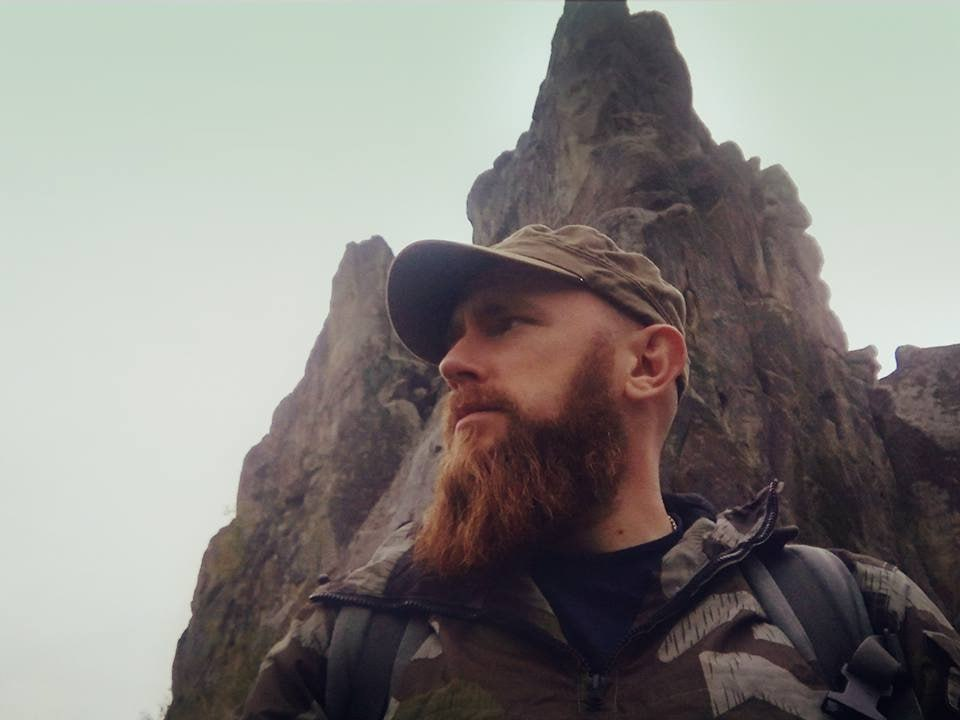

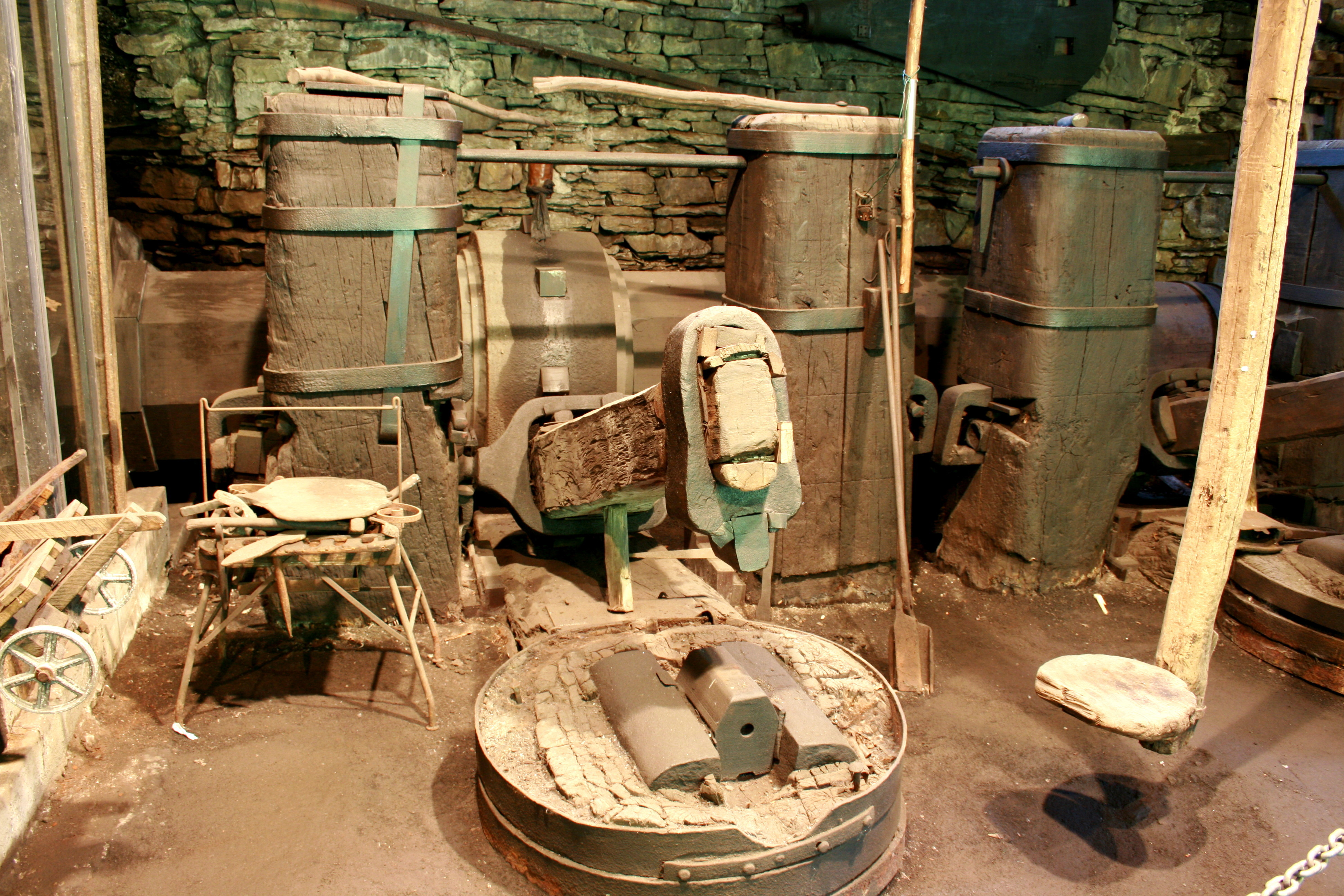
Молот з приводом від водяного колеса (музейний експонат)

Мо́лот  (англ. Power hammer) — машина ударної дії, що деформує метал за рахунок енергії, яка накопичена в її падаючих частинах. Молот — один з основних засобів ковальсько-штампувального виробництва. Маса падаючих частин визначає потужність молота. Пневматичний молот (рис.) приводиться в дію стисненим повітрям.
Складається з ударних частин (поршня, штока, баби); масивної основи — шабота, що сприймає удар; станини; привода і механізму керування. Створено також безшаботні молоти — з двома бабами, які рухаються назустріч одна одній з однаковою швидкістю. Розрізняють молоти для кування (кувальні молоти) і об'ємного або листового штампування (штампувальні молоти).
За видом привода молоти поділяють на пароповітряні, пневматичні, гідравлічні, механічні. Є молоти дії простої (з вільно падаючими ударними частинами) та подвійної (їхні ударні частини додатково розганяють). Швидкість руху ударних частин молота зазвичай 3…6, у високошвидкісних молотах — до 30 м/с.
Привод пневматичного молота має два циліндри — робочий і компресорний. Рух поршня компресорного циліндра здійснюється корбовим механізмом. При цьому стиснене повітря з компресорного циліндра через крани подається в верхню або нижню частини робочого циліндра, що приводить до опускання або підняття його поршня. Рух поршня робочого циліндра через шток і бабу (важка ударна деталь молота) передається бойку молота, який ударяє по заготовці, що лежить на бойку шабота (ковадло). Управління кранами для розподілу повітря здійснюється рукояткою.